# Калень (гміна Садковіце)
Калень (пол. Kaleń) — село в Польщі, у гміні Садковиці Равського повіту Лодзинського воєводства.
Населення — 393 особи (2011).
У 1975-1998 роках село належало до Скерневицького воєводства.

## Демографія
Демографічна структура станом на 31 березня 2011 року:
|          | Загалом | Допрацездатний вік | Працездатний вік | Постпрацездатний вік |
| -------- | ------- | ------------------ | ---------------- | -------------------- |
| Чоловіки | 206     | 52                 | 127              | 27                   |
| Жінки    | 187     | 37                 | 108              | 42                   |
| Разом    | 393     | 89                 | 235              | 69                   |